# 赤塚暁月
赤塚 暁月（あかつか ぎょうげつ、1946年 - 2020年）は、日本の書家。暁月書道倶楽部、ギャラリー暁月主宰。弟子にMaaya Wakasugiがいる。

## 来歴
東京都出身。上條信山、筒井敬玉に師事。大東文化大学文学部中国文学科書専攻卒業。公立中学校・高等学校の講師を長く続けながら、書道教室「ギャラリー暁月」を主宰。国際的にも活躍し、多くの展覧会に参加している。著書に２００５年「書のこころ世界へ」アルカディアブックス、２０１０年「書のこころ世界へ２」美研インターナショナルより発売された。
世界平和芸術文化交流親善大使（ボランティア）。世界一周世界芸術遺産認定。
2020年2月　急性白血病により急逝。

## 個展
- 2009年3月、なだ万日本橋店にて「日本の心、春の暁月展」を開催[2]。
- 2010年3月、TBS赤坂サカスにて個展開催[2]。
- 2010年6月、ロシアサンクトペテルブルクにて個展開催[2]。
- 2010年10月末から11月にかけて、なだ万茶寮渋谷店で個展開催[5]。
- 2011年2月、アミューズミュージアムにて作品展を開催[6]。
- 2019年12月、銀座鳩居堂にて「赤塚暁月の生涯学習書道展」を開催[7]。

## 賞与
- EU芸術家協会国際芸術優秀作家選考会英国王国芸術協会会長賞（世界一）
- 法王庁立グレゴリアン大学名誉作家栄誉賞